# Melanie Griffith

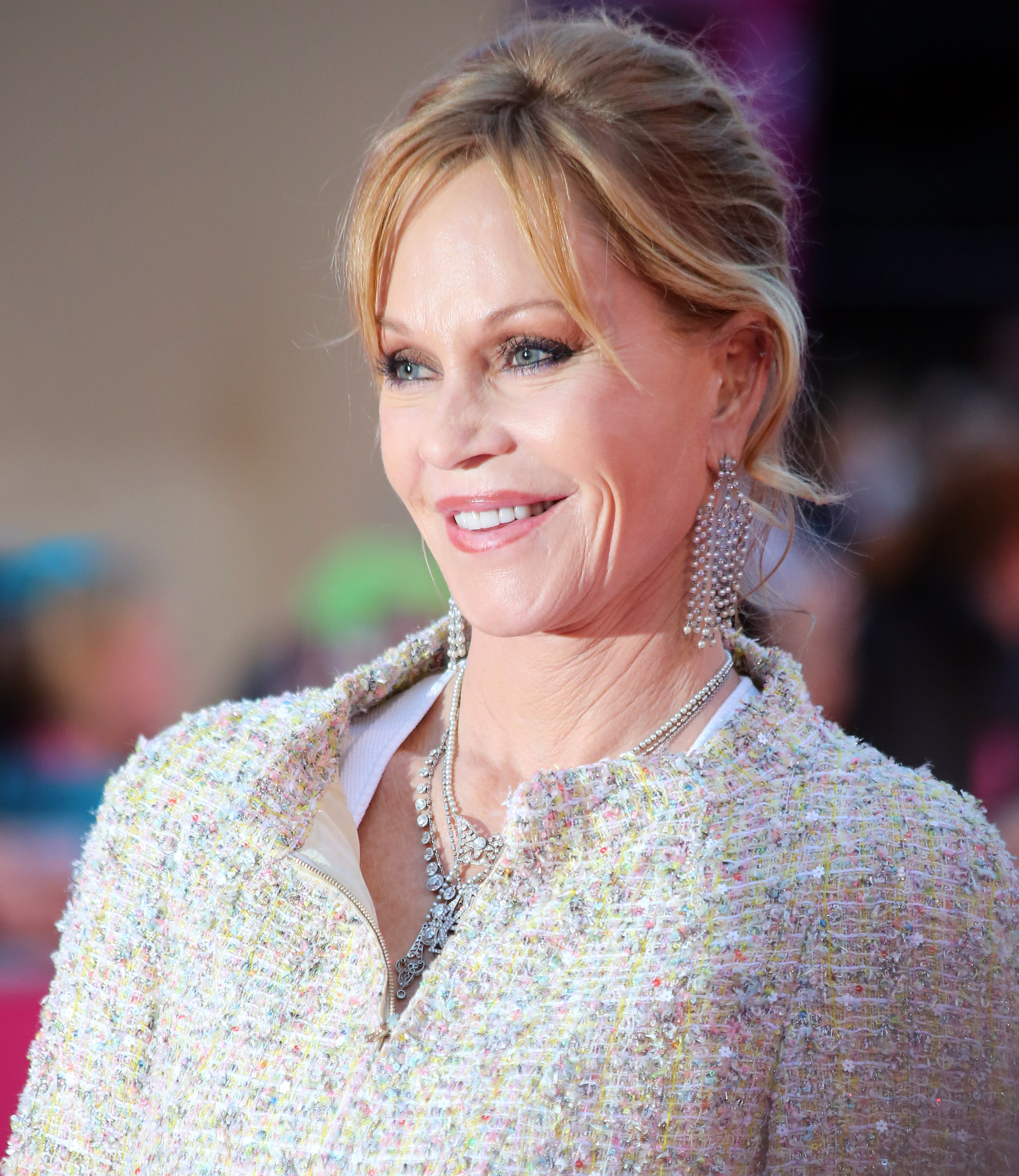
Melanie Griffith auf dem Life Ball 2013

Melanie Richards Griffith (* 9. August 1957 in New York City) ist eine US-amerikanische Schauspielerin.

## Leben und Karriere
Griffith wurde als Tochter der Filmschauspielerin Tippi Hedren und deren damaligem Ehemann Peter Griffith in New York City geboren. Das erste Mal stand sie im Alter von nur 12 Jahren in Smith! – Ein Mann gegen alle (1969) vor der Kamera. Ihre erste größere Rolle erhielt sie 1975 im Film Die heiße Spur. Im Jahr 1977 zeigte sie sich in dem Film „Garten der Zuflucht“ unbekleidet.
In den späten 1980ern und frühen 1990ern gehörte sie zu den größten Stars in Hollywood und drehte unter der Regie von Abel Ferrara, Brian De Palma, Jonathan Demme, Robert Redford, Mike Figgis, Mike Nichols und John Schlesinger. Danach hatte sie weniger Glück mit ihrer Rollenwahl – so drehte sie etwa mit ihrem Mann Don Johnson eine Neuverfilmung des französischen Jugendfilms Am großen Weg – und spielte nur noch selten in Ensemblefilmen wie Nobody’s Fool – Auf Dauer unwiderstehlich, Nach eigenen Regeln und dem Woody-Allen-Film Celebrity – Schön. Reich. Berühmt..

## Privatleben

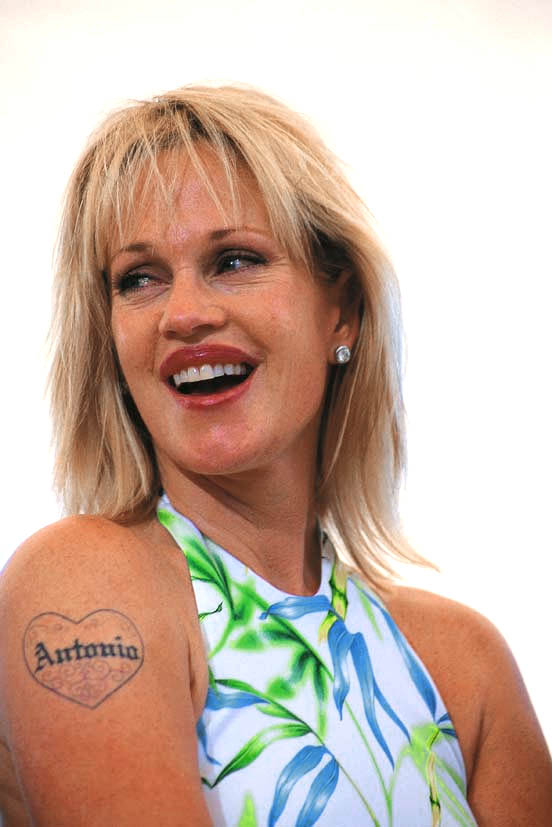
Melanie Griffith, 2000

Griffith war mit drei Männern viermal verheiratet – alle drei waren Schauspieler. Von 1981 bis 1989 war sie mit Steven Bauer verheiratet. Von 1989 bis 1996 führte Griffith eine Ehe mit Don Johnson, mit dem sie bereits im Jahr 1976 einige Monate verheiratet gewesen war. 1996 ehelichte sie Antonio Banderas, den sie bei den Dreharbeiten zu Two Much – Eine Blondine zuviel kennengelernt hatte. Nach 18 Ehejahren reichte das Paar Anfang Juni 2014 die Scheidung ein. Griffith hat drei Kinder, einen Sohn mit Steven Bauer (geboren 1985), die Tochter Dakota Johnson (geboren 1989), die ebenfalls Schauspielerin ist, und eine Tochter mit Antonio Banderas (geboren 1996).

## Trivia
- Tippi Hedren, Mutter von Melanie Griffith und engagiert im Tierschutz, hielt für einige Zeit einen Löwen namens Neil im gemeinsamen Haus der Familie in Kalifornien. Der Löwe war ein ständiger Begleiter im Haus und durfte zuweilen im Bett der damals 14-jährigen Melanie schlafen.[1]
- Griffith nahm die Hilfe plastischer Chirurgie in Anspruch, nachdem ein Löwe ihr bei den Dreharbeiten zu Roar mit den Krallen über das Gesicht gefahren war.[2]
- Griffith war 2018 Stargast von Richard Lugner beim Wiener Opernball.[3]

## Auszeichnungen
1989 wurde Griffith für die Hauptrolle in Die Waffen der Frauen für den Oscar nominiert. Zuvor war sie für diese Rolle mit dem Golden Globe ausgezeichnet worden. Die Auslandspresse nahm sie daneben viermal in die engere Auswahl: 1985 für Der Tod kommt zweimal, 1987 für Gefährliche Freundin, 1996 für ihre Leistung im Fernsehfilm Buffalo Girls und im Jahr 2000 anlässlich Citizen Kane – Die Hollywood-Legende. Für diesen Film wurde sie zudem für den Emmy nominiert.
Im Gegensatz zu dieser Anerkennung ihrer Arbeit stehen ihre vielen Nominierungen für den Razzie Award (Goldene Himbeere):
Fegefeuer der Eitelkeiten, Wie ein Licht in dunkler Nacht und Born Yesterday – Blondinen küßt man nicht. 1997 wurde ihr der Preis erstmals in der Kategorie Schlechteste Nebendarstellerin für Nach eigenen Regeln zugesprochen. Ihre bislang letzten Nominierungen erfolgten für Verrückt in Alabama und Cecil B..
Im Jahr 2012 wurde Melanie Griffith auf dem Filmfest München der CineMerit Award für herausragende Verdienste um die Filmkunst verliehen.
Oscar
- 1989: Nominierung als Beste Hauptdarstellerin für Die Waffen der Frauen

Golden Globe
- 1985: Nominierung als Beste Nebendarstellerin für Der Tod kommt zweimal
- 1987: Nominierung als Beste Hauptdarstellerin — Komödie oder Musical für Gefährliche Freundin
- 1989: Auszeichnung als Beste Hauptdarstellerin — Komödie oder Musical für Die Waffen der Frauen
- 1996: Nominierung als Beste Nebendarstellerin — Serie, Mini — Serie oder TV — Film für Buffalo Girls
- 2000: Nominierung als Beste Nebendarstellerin — Serie, Mini — Serie oder TV — Film für Citizen Kane – Die Hollywood-Legende

Emmy
- 1999: Nominierung als Beste Nebendarstellerin in einer Miniserie oder Fernsehfilm für Citizen Kane — Die Hollywood-Legende

Goldene Himbeere
- 1991: Nominierung als Schlechteste Schauspielerin für Fegefeuer der Eitelkeiten
- 1993: Auszeichnung als Schlechteste Schauspielerin für Wie ein Licht in dunkler Nacht und Sanfte Augen lügen nicht
- 1994: Nominierung als Schlechteste Schauspielerin für Born Yesterday — Blondinen küßt man nicht
- 1996: Nominierung als Schlechteste Schauspielerin für Two Much – Eine Blondine zuviel
- 1997: Auszeichnung als Schlechteste Nebendarstellerin für Nach eigenen Regeln+
- 2000: Nominierung als Schlechteste Schauspielerin für Verrückt in Alabama
- 2001: Nominierung als Schlechteste Schauspielerin für Cecil B.

## Filmografie
- 1969: Smith! – Ein Mann gegen alle (Smith!)
- 1975: Unter Wasser stirbt man nicht (The Drowning Pool)
- 1975: Lauter nette Mädchen (Smile)
- 1975: Die heiße Spur (Night Moves)
- 1977: Joyride
- 1977: Garten der Zuflucht (The Garden)
- 1978: Cowboy mit 300 PS (Steel Cowboy)
- 1981: Roar
- 1984: Der Tod kommt zweimal (Body Double)
- 1984: Fear City – Manhattan 2 Uhr nachts (Fear City)
- 1986: Gefährliche Freundin (Something Wild)
- 1987: Cherry 2000
- 1988: Milagro – Der Krieg im Bohnenfeld (The Milagro Beanfield War)
- 1988: Stormy Monday
- 1988: Die Waffen der Frauen
- 1990: Fremde Schatten
- 1990: Fegefeuer der Eitelkeiten
- 1991: Sommerparadies (Paradise)
- 1992: Sanfte Augen lügen nicht (A Stranger Among Us)
- 1992: Wie ein Licht in dunkler Nacht
- 1993: Born Yesterday – Blondinen küßt man nicht (Born Yesterday)
- 1994: Taschengeld (Milk Money)
- 1994: Nobody’s Fool – Auf Dauer unwiderstehlich (Nobody’s Fool)
- 1995: Buffalo Girls
- 1995: Two Much – Eine Blondine zuviel
- 1995: Now and Then – Damals und heute
- 1996: Nach eigenen Regeln (Mulholland Falls)
- 1997: Lolita
- 1998: Ein neuer Tag im Paradies (Another Day in Paradise)
- 1998: Celebrity – Schön. Reich. Berühmt. (Celebrity)
- 1998: Shadow of Doubt – Schatten eines Zweifels
- 1999: Verrückt in Alabama (Crazy in Alabama)
- 1999: Citizen Kane – Die Hollywood-Legende (RKO 281)
- 2000: Cecil B. (Cecil B. Demented)
- 2000: Forever Lulu – Die erste Liebe rostet nicht! (Forever Lulu)
- 2001: Tart – Jet Set Kids
- 2002: Stuart Little 2 (Stimme)
- 2003: Shade
- 2003: Tempo
- 2005–2006: Twins (Fernsehserie)
- 2010: Nip/Tuck – Schönheit hat ihren Preis (Nip/Tuck, Fernsehserie, Folge 6x14)
- 2010: Sammys Abenteuer – Die Suche nach der geheimen Passage (Sammy’s Avonturen: De geheime Doorgang, Stimme)
- 2012: Yellow
- 2012: Raising Hope (Fernsehserie, 2 Episoden)
- 2013: Nennt mich verrückt! (Call Me Crazy: A Five Film, Fernsehfilm)
- 2014, 2016: Hawaii Five-0 (Fernsehserie, 4 Episoden)
- 2014: Automata
- 2015: Day Out of Days
- 2016: JL Ranch
- 2017: The Disaster Artist
- 2017: The Pirates of Somalia